# Antonio Durini
Antonio Durini né à Milan le 6 juin 1770 et est mort dans la même ville le 16 avril 1850 est un homme politique italien.              

## Biographie
Membre de l'ancienne famille noble Durini, comte de Monza et fils de Gian Giacomo III Durini, Antonio est né à Milan le 6 juin 1770. Ayant commencé sa carrière ecclésiastique et diplomatique comme plusieurs autres membres de sa famille, il a étudié à Rome où il a prononcé ses vœux et a été nommé gouverneur de Città di Castello. Peu de temps après, les armées de Napoléon envahirent les États pontificaux en destituant les anciennes élites.
Rentré à Milan, avec un bel opportunisme, il se défroqua comme prêtre et se déclara républicain. Il a commencé sa carrière politique dans la République Cisalpine, puis dans le royaume d'Italie et qu'il a été nommé podestà de Milan en 1807, poste qu'il a occupé jusqu'au retour des Autrichiens en 1814. Il a essayé en vain de sauver la vie de son ami Giuseppe Prina dont il s'occupa de l'enterrement. 
Antonio a su se replacer habilement sous le nouveau régime des Habsbourg grâce à ses amitiés influentes parmi les nobles milanais, qui avaient apprécié son équilibre et son efficacité. C'est ainsi qu'en 1827, même les nouveaux dirigeants lui confièrent le poste de podesta qu'il occupa pendant dix ans, jusqu'en 1837, pour se retirer définitivement de la vie publique en 1843. Avant de mourir, il a vu ses fils Alexandre et Charles se battre pendant les Cinq Jours de 1848. Il est décédé le 16 avril 1850 .

## Distinctions
| Commendatore dell'Ordine della Corona Ferrea - nastrino per uniforme ordinaria | Commandeur de l'Ordre de la couronne de fer |
|                                                                                |                                             |